# آر إس بي
مشروع الشارع الحقيقي (بالإنجليزية: Real Stret Project) أو آر إس بي (アールエスピー آر إسُّو بي) هي فرقة موسيقية يابانية شعبية تتكون من مغنيتين: آي وساكي. وقد أصدرت الفرقة 10 أغاني منفردة وألبومين. ووصفها الرسمي هو «وحدة رقص هيب هوب/ريذم أند بلوز».

## أعضاء
- آي (آي ماتسو)، وُلدت 16 يونيو 1985.
- ساكي (ساكيكو ياياما)، وُلدت 18 ديسمبر 1981.

## وصلات خارجية
- آر إس بي على موقع ميوزك برينز (الإنجليزية)
- آر إس بي على موقع ديسكوغز (الإنجليزية)

- الموقع الرسمي
- المدونة الرسمية